# ロナルド・アクーニャ・ジュニア
ロナルド・ホセ・アクーニャ・ブランコ・ジュニア（Ronald José Acuña Blanco Jr., 1997年12月18日 - ）は、ベネズエラのラ・グアイラ州ラ・グアイラ出身のプロ野球選手（外野手）。右投右打。MLBのアトランタ・ブレーブス所属。

## 経歴

### プロ入り前
2014年7月にアトランタ・ブレーブスと契約してプロ入り。

### プロ入りとブレーブス時代
2015年に傘下のルーキー級ガルフ・コーストリーグ・ブレーブスでプロデビュー。アパラチアンリーグのルーキー級ダンビル・ブレーブスでもプレーし、2球団合計で55試合に出場して打率.269、4本塁打、18打点、16盗塁を記録した。
2016年は故障のため、ルーキー級ガルフ・コーストリーグ・ブレーブスとA級ローム・ブレーブスの2球団合計で42試合の出場にとどまったが、打率.312、4本塁打、16打点、14盗塁を記録した。。オフにはオーストラリアン・ベースボールリーグのメルボルン・エイシズでプレーした。
2017年にMLB.comが発表したプロスペクトランキングで、ブレーブスの組織内では8位（シーズン途中で1位に上昇）にランクインした。シーズンでは開幕からA+級フロリダ・ファイヤーフロッグスでプレーし、5月にはAA級ミシシッピ・ブレーブスへ昇格した。6月28日に同年のオールスター・フューチャーズゲームの世界選抜に選出された。7月13日からはAAA級グウィネット・ブレーブスへ昇格し、この年は3球団合計で139試合に出場して打率.325、21本塁打、82打点、44盗塁を記録した。オフにはベースボール・アメリカマイナーリーグ年間最優秀選手賞を受賞した。さらに、アリゾナ・フォールリーグに参加し、ピオリア・ハベリーナズに所属した。23試合に出場し、打率.325、7本塁打、16打点などを記録し、史上最年少かつ唯一の10代でMVPを受賞した。
2018年は開幕からAAA級グウィネット・ストライパーズでプレーしていた。4月25日にメジャー契約を結んでアクティブ・ロースター入りした。同日のシンシナティ・レッズ戦にて「6番・左翼手」でメジャーデビューし、5打数1安打、1得点だった。翌日の同カードではメジャー初本塁打を放った。5月27日のボストン・レッドソックス戦で一塁へ走塁した直後にスパイクが芝に引っかかったような形で左膝を痛め、軽度の左膝前十字靭帯損傷と腰の打撲と診断されて故障者リストに登録された。8月13日にマイアミ・マーリンズとのダブルヘッダーとなった2試合で先頭打者本塁打を放った。ダブルヘッダー2試合での先頭打者本塁打は、MLB史上4人目の快挙である。翌14日に3試合連続となる先頭打者本塁打を放った。3試合連続での先頭打者本塁打は1996年にブレイディ・アンダーソン（当時ボルチモア・オリオールズ所属）が4戦連続を記録して以来初となった。また、11日のミルウォーキー・ブルワーズ戦から本塁打を放っており、 MLB史上最年少での5試合連続本塁打となった。ブレーブスでは2006年のブライアン・マッキャンの連続本塁打記録に並んだ。翌15日、マーリンズとの4連戦の最終戦ではホセ・ウレーニャから初回先頭打者の初球で左肘にぶつけられたため、記録を伸ばすことはできなかった。大事をとって2回の守備からベンチへ退いたため、連続本塁打記録も途切れた。ウレーニャは直後に退場処分となっていたが、翌16日には6試合の出場停止処分も科せられた。デビュー以降、左膝負傷による欠場を除きほぼフル出場の111試合で打率.293、26本塁打、64打点、16盗塁を記録した。オフには2018日米野球のMLB選抜に選出された。訪日中の11月13日に新人王受賞が発表された。投票では1歳下のフアン・ソトと票を分け合う可能性もあったが、結果的には大差での受賞となった。
2019年4月2日に8年総額1億ドルで契約を延長したことを発表した。2027年シーズンからの2年間は球団側に選択権があり、行使されれば最大で10年総額1億2400万ドルとなる。シーズン序盤から安定した成績を記録し、オールスターゲーム及び本塁打競争に初選出された。盗塁数も多く、8月24日のニューヨーク・メッツ戦で、マイク・トラウトに次ぐ史上2番目の若さで30本塁打・30盗塁に到達した。9月19日に40号本塁打を放ったことで史上最年少での40-40達成が期待されたが、37盗塁で惜しくも届かなかった。しかし盗塁王に輝いたほか、打率.280、41本塁打、101打点、127得点（リーグ1位）の成績でチームの2年連続地区優勝に貢献した。ポストシーズンのナショナルリーグディビジョンシリーズ（NLDS）でも打率.444、OPS1.454を記録したが、一方で怠慢走塁で同僚に苦言を呈されることもあった。オフに自身初となるシルバースラッガー賞を受賞した。また、同年から新設されたオールMLBチームのセカンドチーム外野手の1人に選出された。
2020年オフの12月9日に2年連続2度目となるオールMLBチームのセカンドチーム外野手の1人として選出された。
2021年5月3日に4月のプレイヤー・オブ・ザ・マンスを受賞した。5月4日のナショナルズ戦でMLB全体でも最速となるシーズン10号本塁打を記録した。6月20日のカージナルス戦で金廣鉉から通算100本塁打を達成した。7月1日にファン投票で通算2度目となるオールスターゲームに選出された。7月10日のマーリンズ戦で守備の際にジャンプした後の着地に失敗して右足を負傷し担架で運ばれ退場した。その後右膝の前十字靭帯断裂と診断され、シーズン中の復帰は絶望的となった。この年はチームがヒューストン・アストロズとのワールドシリーズに勝利し、26年ぶり4度目のワールドシリーズ優勝を果たしたが、アクーニャが出場することはなかった。
2022年、4月末に故障から復帰。
2023年はシーズン開幕前の3月に開催された第5回ワールド・ベースボール・クラシック（WBC）のベネズエラ代表に初選出された。
シーズンでは6月22日にナ・リーグのオールスターゲーム投票で最多得票となり、3年連続4度目となるオールスターゲーム選出を果たし、外野手で先発出場することが決まった。ブレーブスの選手としては1970年、1971年のハンク・アーロンと1985年のデール・マーフィー以来となるリーグ最多得票での選出だった。7月3日に6月第5週のプレイヤー・オブ・ザ・ウィークを受賞した。また、同日に自身3度目のプレイヤー・オブ・ザ・マンスも受賞した。同年からピッチクロックの導入や牽制球の制限、ベース拡大などルール改正の影響もあってMLB全体の盗塁数が増え、自身も盗塁のペースが例年より大幅に伸びた。同日のガーディアンス戦ではシーズン40盗塁を記録し、MLB史上初となる前半戦での40盗塁、20本塁打、50打点を記録した選手となった。9月27日のカブス戦にてシーズン70盗塁を記録し、MLB史上初となる40本塁打・70盗塁を達成した（40本塁打・40盗塁は史上5人目）。打率も.337を記録し、3割・30本塁打・30盗塁も達成した。オフの11月10日にシルバースラッガー賞を受賞し、17日には大谷翔平とともに満票でMVPを受賞した 。更に12月18日、ハンク・アーロン賞を受賞した。
2024年5月26日の試合で2塁への牽制に戻ろうとした際に、膝を痛めて途中交代した。MRI検査の結果、左膝の前十字靭帯を断裂し、今シーズンを終えることになった。

## 選手としての特徴
走攻守に身体能力を発揮し、スターリング・マルテと比較される。
打撃はショーン・ケイシーからロベルト・クレメンテに匹敵すると評され、強い体幹と体の回転によりテイクバックなしで打つことができる。

## 人物
野球一家に4人兄弟の長男として生まれ、父親と祖父はマイナーリーグでプレー経験があり、5歳年下の弟であるルイスアンヘルもニューヨーク・メッツでプレーするプロ野球選手である。また、叔父のホセ・エスコバーは1991年にクリーブランド・インディアンスでプレーしたメジャーリーガーである。ホセの息子で横浜DeNAベイスターズに所属したエドウィン・エスコバーや、東京ヤクルトスワローズ、ワシントン・ナショナルズなどに所属したアルシデス・エスコバー、アリゾナ・ダイヤモンドバックスなどに所属したビセンテ・カンポスはそれぞれ従兄弟にあたる。

## 詳細情報

### 年度別打撃成績
| 年 度    | 球 団    | 試 合 | 打 席 | 打 数 | 得 点 | 安 打 | 二 塁 打 | 三 塁 打 | 本 塁 打 | 塁 打 | 打 点 | 盗 塁 | 盗 塁 死 | 犠 打 | 犠 飛 | 四 球 | 敬 遠 | 死 球 | 三 振 | 併 殺 打 | 打 率 | 出 塁 率 | 長 打 率 | O P S |
| -------- | -------- | ----- | ----- | ----- | ----- | ----- | -------- | -------- | -------- | ----- | ----- | ----- | -------- | ----- | ----- | ----- | ----- | ----- | ----- | -------- | ----- | -------- | -------- | ----- |
| 2018     | ATL      | 111   | 487   | 433   | 78    | 127   | 26       | 4        | 26       | 239   | 64    | 16    | 5        | 0     | 3     | 45    | 2     | 4     | 123   | 4        | .293  | .366     | .552     | .917  |
| 2019     | ATL      | 156   | 715   | 626   | 127   | 175   | 22       | 2        | 41       | 324   | 101   | 37    | 9        | 0     | 1     | 76    | 4     | 9     | 188   | 8        | .280  | .365     | .518     | .883  |
| 2020     | ATL      | 46    | 202   | 160   | 46    | 40    | 11       | 0        | 14       | 93    | 29    | 8     | 1        | 0     | 0     | 38    | 2     | 4     | 60    | 3        | .250  | .406     | .581     | .987  |
| 2021     | ATL      | 82    | 360   | 297   | 72    | 84    | 19       | 1        | 24       | 177   | 52    | 17    | 6        | 0     | 5     | 49    | 2     | 9     | 85    | 0        | .283  | .394     | .596     | .990  |
| 2022     | ATL      | 119   | 533   | 467   | 71    | 124   | 24       | 0        | 15       | 193   | 50    | 29    | 11       | 0     | 3     | 53    | 4     | 10    | 126   | 8        | .266  | .351     | .413     | .764  |
| 2023     | ATL      | 159   | 735   | 643   | 149   | 217   | 35       | 4        | 41       | 383   | 106   | 73    | 14       | 0     | 3     | 80    | 3     | 9     | 84    | 15       | .337  | .416     | .596     | 1.012 |
| 2024     | ATL      | 49    | 222   | 192   | 38    | 48    | 8        | 1        | 4        | 70    | 15    | 16    | 3        | 0     | 0     | 27    | 0     | 3     | 53    | 4        | .250  | .351     | .365     | .716  |
| MLB：7年 | MLB：7年 | 722   | 3254  | 2818  | 581   | 815   | 145      | 12       | 165      | 1479  | 417   | 196   | 49       | 0     | 15    | 368   | 17    | 50    | 719   | 42       | .289  | .379     | .525     | .904  |

- 2024年度シーズン終了時
- 各年度の太字はリーグ最高

### 年度別打撃成績所属リーグ内順位
| 年 度 | 年 齢 | リ ｜ グ   | 打 率 | 安 打 | 二 塁 打 | 三 塁 打 | 本 塁 打 | 打 点 | 盗 塁 | 出 塁 率 |
| ----- | ----- | ---------- | ----- | ----- | -------- | -------- | -------- | ----- | ----- | -------- |
| 2018  | 20    | ナ・リーグ | -     | -     | -        | -        | -        | -     | -     | -        |
| 2019  | 21    | ナ・リーグ | -     | 7位   | -        | -        | 6位      | -     | 1位   | -        |
| 2020  | 22    | ナ・リーグ | -     | -     | -        | -        | -        | -     | -     | 7位      |
| 2021  | 23    | ナ・リーグ | -     | -     | -        | -        | -        | -     | 10位  | 7位      |
| 2022  | 24    | ナ・リーグ | -     | -     | -        | -        | -        | -     | 3位   | -        |
| 2023  | 25    | ナ・リーグ | 2位   | 1位   | -        | -        | 4位      | 6位   | 1位   | 1位      |
| 2024  | 26    | ナ・リーグ | -     | -     | -        | -        | -        | -     | -     | -        |

- -は10位未満（打率は規定打席未到達の場合も-と表記）

### ポストシーズン打撃成績
| 年 度     | 球 団     | シ リ ｜ ズ | 試 合 | 打 席 | 打 数 | 得 点 | 安 打 | 二 塁 打 | 三 塁 打 | 本 塁 打 | 塁 打 | 打 点 | 盗 塁 | 盗 塁 死 | 犠 打 | 犠 飛 | 四 球 | 敬 遠 | 死 球 | 三 振 | 併 殺 打 | 打 率 | 出 塁 率 | 長 打 率 | O P S |
| --------- | --------- | ----------- | ----- | ----- | ----- | ----- | ----- | -------- | -------- | -------- | ----- | ----- | ----- | -------- | ----- | ----- | ----- | ----- | ----- | ----- | -------- | ----- | -------- | -------- | ----- |
| 2018      | ATL       | NLDS        | 4     | 17    | 16    | 1     | 3     | 1        | 0        | 1        | 7     | 4     | 0     | 1        | 0     | 0     | 1     | 0     | 0     | 5     | 0        | .188  | .235     | .438     | .673  |
| 2019      | ATL       | NLDS        | 5     | 23    | 18    | 1     | 8     | 3        | 1        | 1        | 16    | 2     | 0     | 1        | 0     | 0     | 4     | 0     | 1     | 5     | 0        | .444  | .565     | .889     | 1.454 |
| 2020      | ATL       | NLWC        | 2     | 11    | 11    | 0     | 4     | 2        | 0        | 0        | 6     | 1     | 1     | 0        | 0     | 0     | 0     | 0     | 0     | 4     | 0        | .364  | .364     | .545     | .909  |
| 2020      | ATL       | NLDS        | 3     | 14    | 11    | 4     | 2     | 0        | 0        | 1        | 5     | 1     | 1     | 0        | 0     | 0     | 2     | 0     | 1     | 7     | 0        | .182  | .357     | .455     | .812  |
| 2020      | ATL       | NLCS        | 7     | 29    | 24    | 6     | 4     | 2        | 0        | 0        | 6     | 1     | 1     | 0        | 0     | 0     | 5     | 0     | 0     | 6     | 1        | .167  | .310     | .250     | .560  |
| 2022      | ATL       | NLDS        | 4     | 17    | 15    | 2     | 5     | 1        | 0        | 0        | 6     | 0     | 0     | 0        | 0     | 0     | 1     | 0     | 1     | 5     | 0        | .333  | .412     | .400     | .812  |
| 2023      | ATL       | NLDS        | 4     | 17    | 14    | 3     | 2     | 1        | 0        | 0        | 3     | 0     | 2     | 0        | 0     | 0     | 2     | 0     | 1     | 2     | 0        | .143  | .294     | .214     | .508  |
| 出場：5回 | 出場：5回 | 出場：5回   | 29    | 128   | 109   | 17    | 28    | 10       | 1        | 3        | 49    | 9     | 5     | 2        | 0     | 0     | 15    | 0     | 4     | 34    | 1        | .257  | .367     | .450     | .817  |

- 2023年度シーズン終了時

### WBCでの打撃成績
| 年 度 | 代 表      | 試 合 | 打 席 | 打 数 | 得 点 | 安 打 | 二 塁 打 | 三 塁 打 | 本 塁 打 | 塁 打 | 打 点 | 盗 塁 | 盗 塁 死 | 犠 飛 | 四 球 | 敬 遠 | 死 球 | 三 振 | 併 殺 打 | 打 率 | 出 塁 率 | 長 打 率 |
| ----- | ---------- | ----- | ----- | ----- | ----- | ----- | -------- | -------- | -------- | ----- | ----- | ----- | -------- | ----- | ----- | ----- | ----- | ----- | -------- | ----- | -------- | -------- |
| 2023  | ベネズエラ | 5     | 21    | 18    | 4     | 4     | 1        | 0        | 0        | 5     | 2     | 3     | 0        | 1     | 2     | 0     | 0     | 4     | 3        | .222  | .286     | .276     |

### 年度別守備成績
| 年 度 | 球 団 | 左翼（LF） | 左翼（LF） | 左翼（LF） | 左翼（LF） | 左翼（LF） | 左翼（LF） | 中堅（CF） | 中堅（CF） | 中堅（CF） | 中堅（CF） | 中堅（CF） | 中堅（CF） | 右翼（RF） | 右翼（RF） | 右翼（RF） | 右翼（RF） | 右翼（RF） | 右翼（RF） |
| 年 度 | 球 団 | 試 合      | 刺 殺      | 補 殺      | 失 策      | 併 殺      | 守 備 率   | 試 合      | 刺 殺      | 補 殺      | 失 策      | 併 殺      | 守 備 率   | 試 合      | 刺 殺      | 補 殺      | 失 策      | 併 殺      | 守 備 率   |
| ----- | ----- | ---------- | ---------- | ---------- | ---------- | ---------- | ---------- | ---------- | ---------- | ---------- | ---------- | ---------- | ---------- | ---------- | ---------- | ---------- | ---------- | ---------- | ---------- |
| 2018  | ATL   | 101        | 146        | 2          | 5          | 0          | .967       | 13         | 28         | 1          | 0          | 0          | 1.000      | 3          | 10         | 0          | 0          | 0          | 1.000      |
| 2019  | ATL   | 46         | 77         | 3          | 0          | 1          | 1.000      | 100        | 206        | 3          | 3          | 0          | .986       | 35         | 42         | 4          | 0          | 0          | 1.000      |
| 2020  | ATL   | -          | -          | -          | -          | -          | -          | 34         | 61         | 0          | 0          | 0          | 1.000      | 28         | 41         | 0          | 0          | 0          | 1.000      |
| 2021  | ATL   | -          | -          | -          | -          | -          | -          | 2          | 6          | 0          | 0          | 0          | 1.000      | 80         | 128        | 4          | 2          | 0          | .985       |
| 2022  | ATL   | -          | -          | -          | -          | -          | -          | 1          | 0          | 0          | 0          | 0          | ----       | 92         | 150        | 4          | 4          | 0          | .975       |
| 2023  | ATL   | -          | -          | -          | -          | -          | -          | -          | -          | -          | -          | -          | -          | 156        | 281        | 10         | 5          | 1          | .983       |
| 2024  | ATL   | -          | -          | -          | -          | -          | -          | -          | -          | -          | -          | -          | -          | 48         | 98         | 2          | 2          | 0          | .980       |
| MLB   | MLB   | 147        | 223        | 5          | 5          | 1          | .979       | 150        | 301        | 4          | 3          | 0          | .990       | 442        | 750        | 24         | 13         | 1          | .983       |

- 2024年度シーズン終了時
- 各年度の太字はリーグ最高

### タイトル
- 盗塁王：2回（2019年、2023年）

### 表彰
MiLB
- ベースボール・アメリカ・マイナーリーグ年間最優秀選手賞：1回（2017年）
- アリゾナ・フォールリーグMVP：1回（2017年）※史上最年少

MLB
- シーズンMVP：1回（2023年）
- 新人王（2018年）
- シルバースラッガー賞（外野手部門）：3回（2019年、2020年、2023年）
- ハンク・アーロン賞：1回（2023年）
- プレイヤー・オブ・ザ・マンス：3回（2021年4月、2023年4月・6月）[46]
- ルーキー・オブ・ザ・マンス：1回（2018年8月）
- プレイヤー・オブ・ザ・ウィーク：2回（2018年8月19日、2019年4月14日、2023年6月第5週）[47]
- オールMLBチーム[48]
  - ファーストチーム（外野手）：1回（2023年）
  - セカンドチーム（外野手）：2回（2019年、2020年）

### 記録
MiLB
- オールスター・フューチャーズゲーム選出：1回（2017年）

MLB
- MLBオールスターゲーム選出：4回（2019年、2021年、2022年、2023年）
- Topps ルーキーオールスターチーム（英語版）：外野手部門（2018年）
- 30-30クラブ：2回（2019年、2023年）
- 40-40クラブ：1回（2023年）

### 背番号
- 13（2018年 - ）

### 代表歴
- 2023 ワールド・ベースボール・クラシック・ベネズエラ代表